# Delgadillo's Snow Cap Drive-In

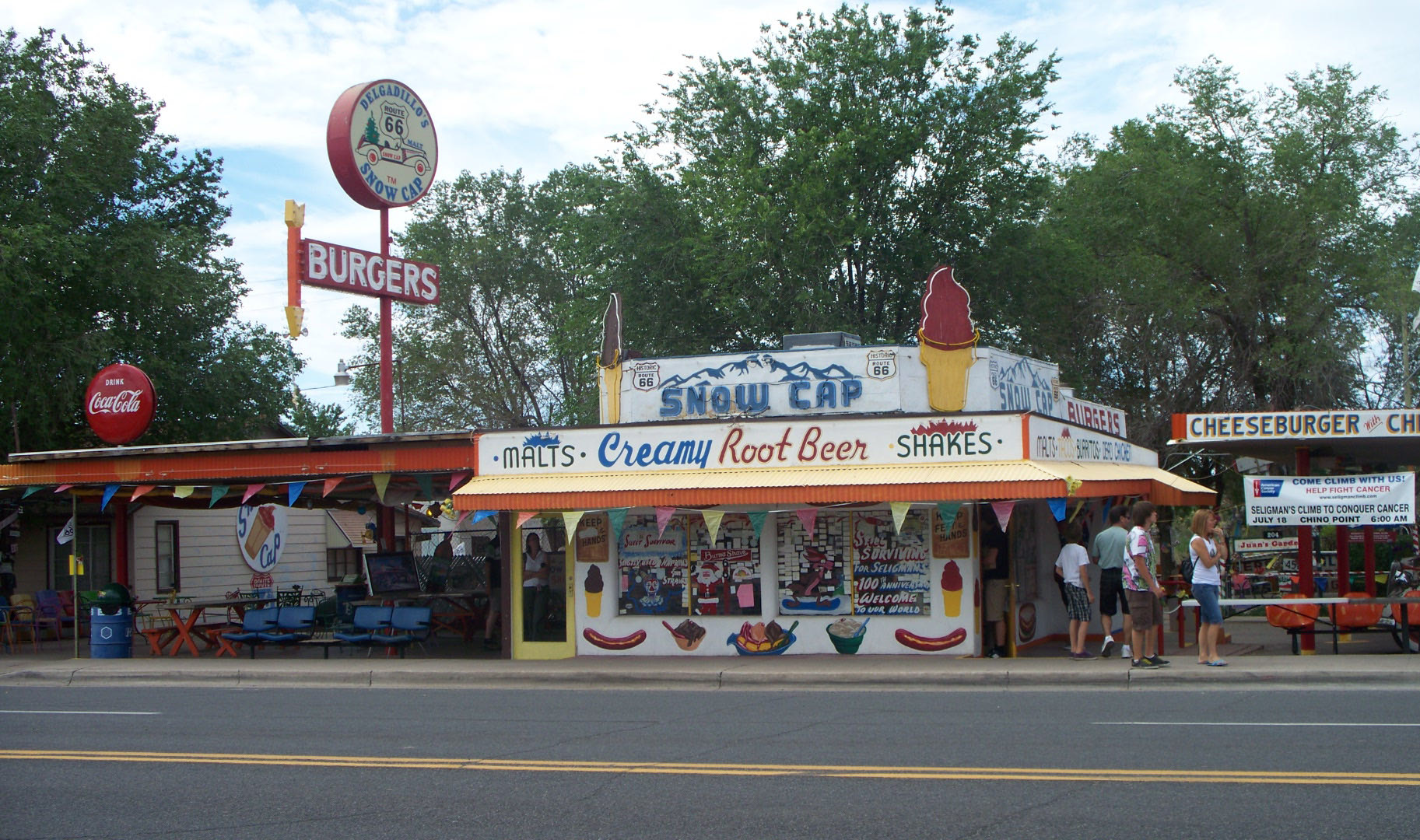
Fachada do restaurante

Delgadillo's Snow Cap Drive-In é um restaurante histórico e uma atracção rodoviária situada ao longo da antiga Rota 66 em Seligman, Arizona, nos Estados Unidos. O drive-in foi construído em 1953 pelo residente local Juan Delgadillo. em (17 de Maio de 1916 - 2 de Junho de 2004). Delgadillo estava a trabalhar com um orçamento extremamente limitado, pelo que construiu o restaurante principalmente a partir de sucata de madeira obtida no pátio vizinho do caminho-de-ferro de Santa Fe.

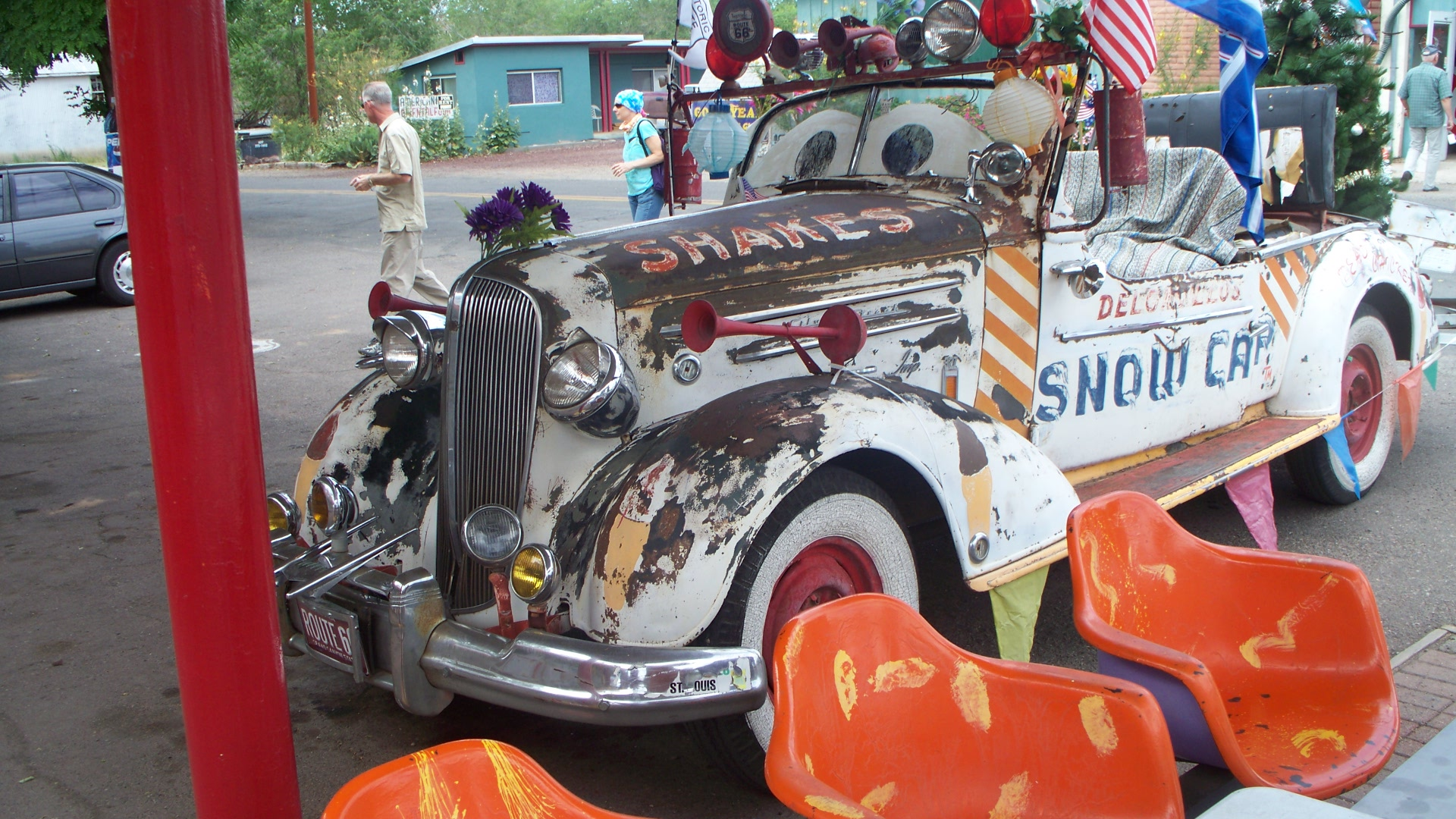
Chevrolet 1936 de Juan Delgadillo, ele fica em exposição na frente do restaurante

Para chamar a atenção para o restaurante, Delgadillo cortou o tejadilho de um Chevrolet Hardtop de 1936, adornou o automóvel com tinta, chifres e vários emblemas automóveis e até uma árvore de natal artificial na traseira do carro.
O talento de Delgadillo para o showmanship estendeu-se ao seu menu, que ainda apresenta escolhas como "cheeseburger com queijo" e "frango morto". O seu sentido de humor é evidente no "Juan's Garden" na parte de trás da propriedade com a sua coleção de automóveis antigos e kitsch em geral; a abordagem humorística estende-se ao edifício. Sinais pintados à mão na zona de estacionamento avisam os condutores que estão a estacionar por sua conta e risco. Uma placa de néon na janela informa os clientes: "Desculpem, estamos abertos". A porta que conduz ao balcão tem dois puxadores, um à direita e outro à esquerda. O botão da direita é um boneco; o da esquerda abre realmente a porta. Delgadillo continuaria a sua abordagem bem-humorada, brincando com os seus clientes sobre as suas escolhas de comida, perguntando, por exemplo, se queriam queijo nos seus cheeseburgers.

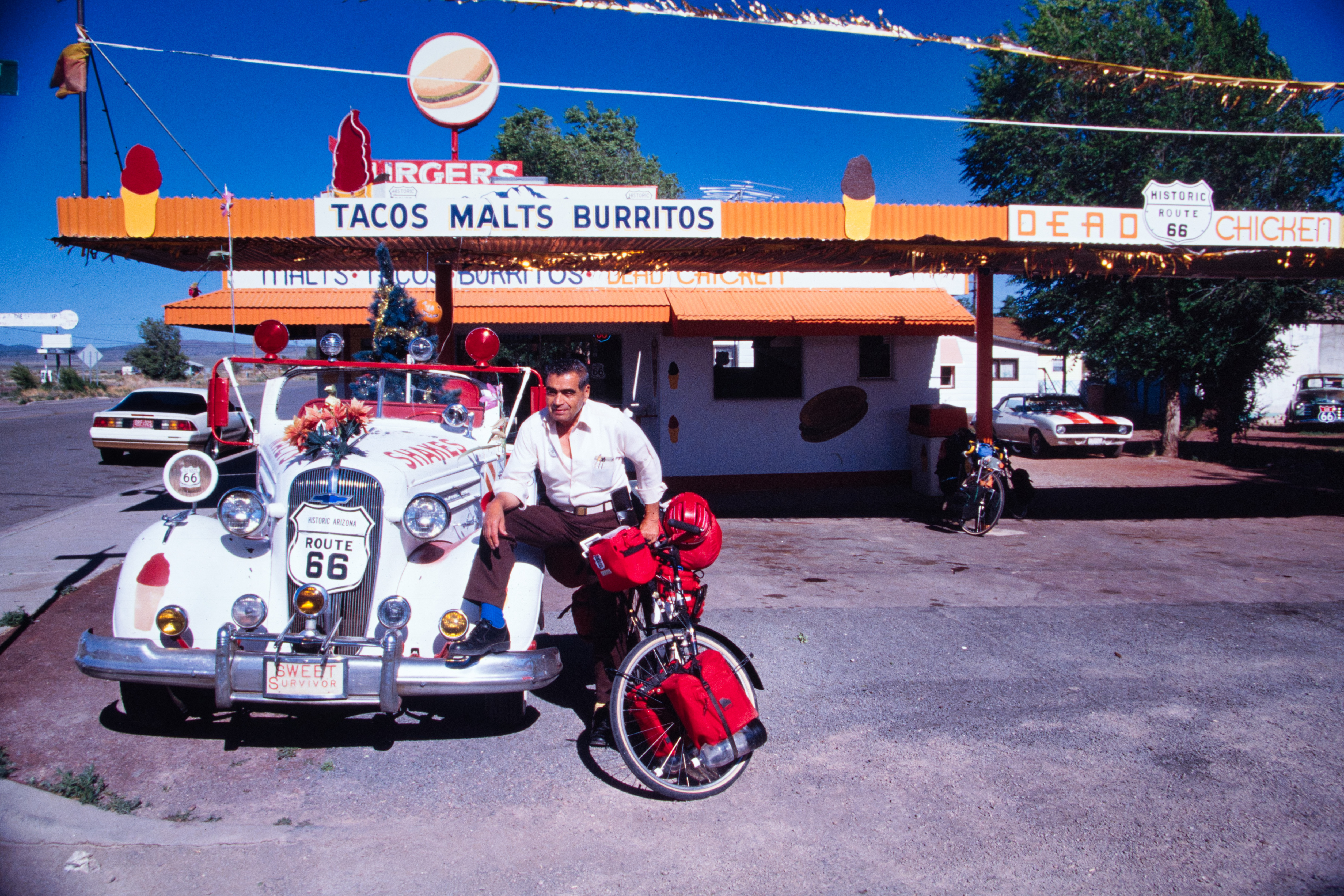
Juan Delgadillo com o seu Chevrolet 1936, foto de julho de 1990

Enquanto investigava a história da Route 66 para o filme Carros da Pixar, John Lasseter conheceu o irmão de Delgadillo, Seligman barbeiro e historiador da Route 66, Angel Delgadillo, que lhe contou como o trânsito pela cidade praticamente desapareceu no dia em que a Interstate 40 abriu. Ambos os irmãos são reconhecidos nos créditos do filme.
O restaurante está localizado dentro do Distrito Histórico Comercial de Seligman, e é citado como um dos exemplos flamboyant da arquitetura de beira de estrada da cidade.
Desde a morte de Juan Delgadillo em 2004, o Snow Cap Drive-In tem sido dirigido pela sua filha Cecilia e pelo filho John, trabalhando no balcão da mesma forma lúdica. As paredes em redor da zona do balcão estão cobertas com cartões de visita de todo o mundo.
O autor Michael Wallis fala sobre a história do Snow Cap Drive-In no seu livro, Route 66, the Mother Road .
Num episódio de 11 de Janeiro de 2012 do programa de Restauração Americana do History channel, Angel pediu ao anfitrião para restaurar a velha jukebox Wurlitzer dos seus sobrinhos dos anos cinquenta para uma ordem de trabalho completa, o que ele fez.
Juan Delgadillo e o seu restaurante são também apresentados no filme "Wish Man" de 2019.

## Galeria

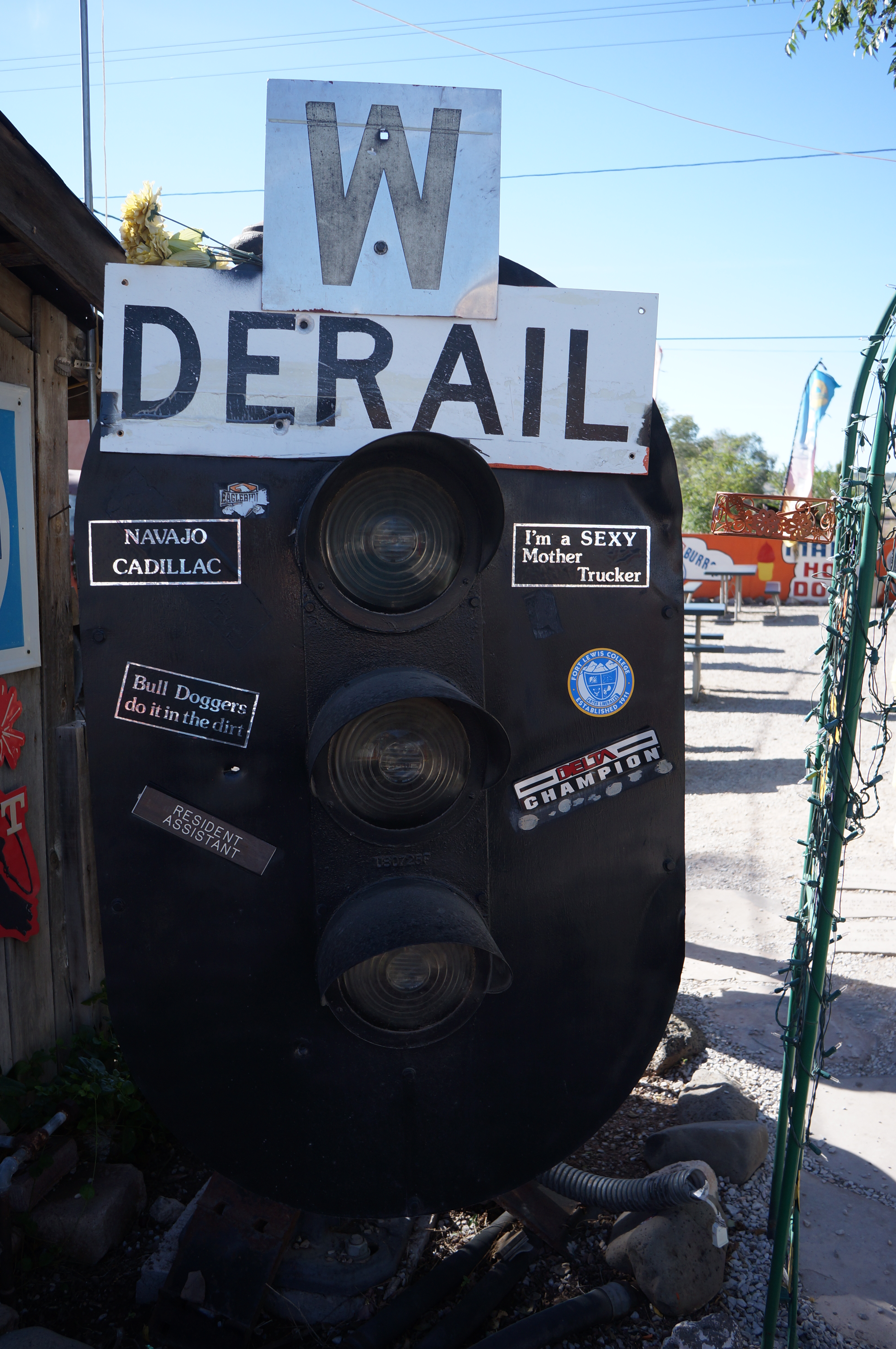
Antigo sinal ferroviário no jardim de trás
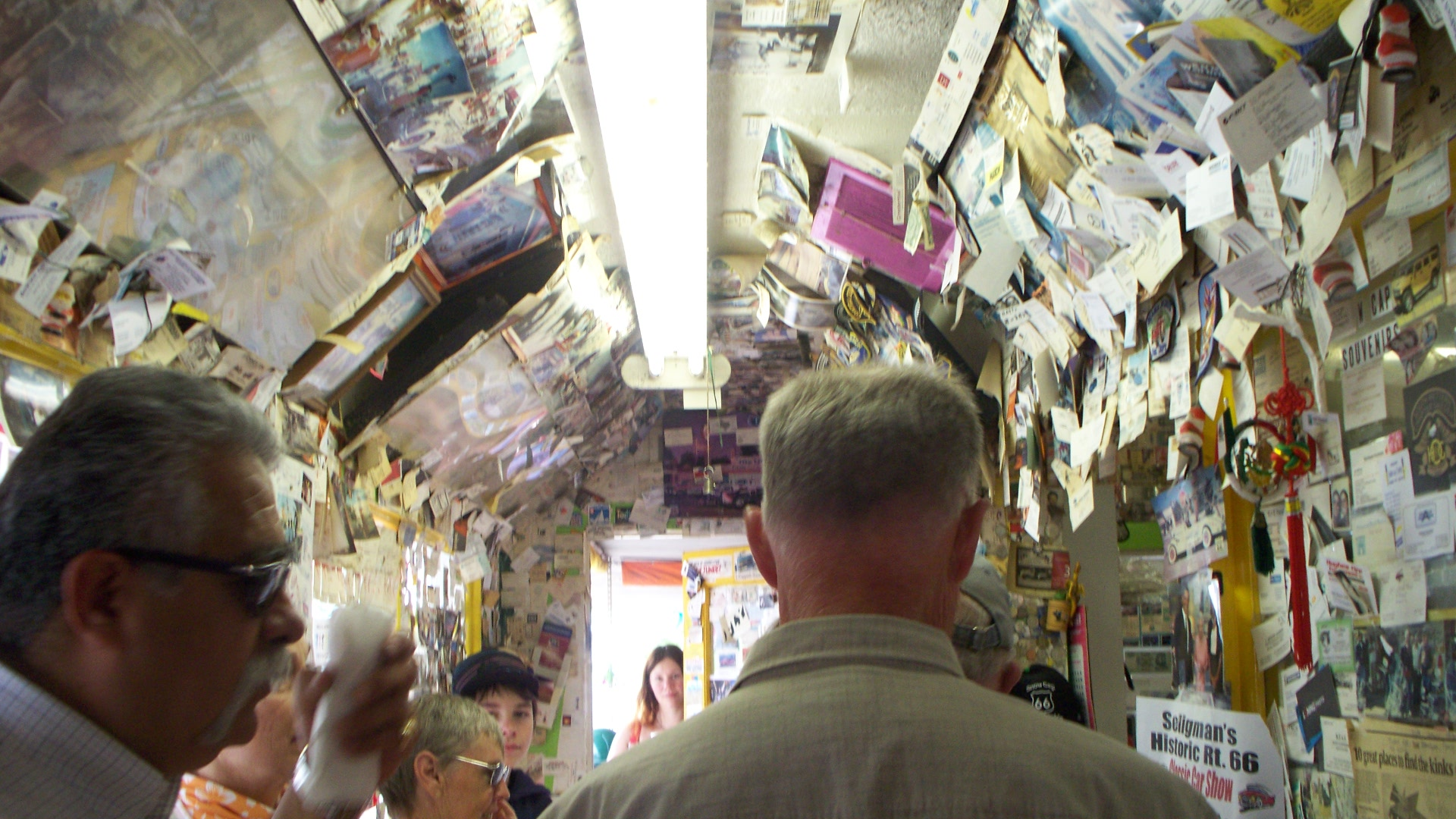
Dentro, as paredes têm vários cartões de visitas colados
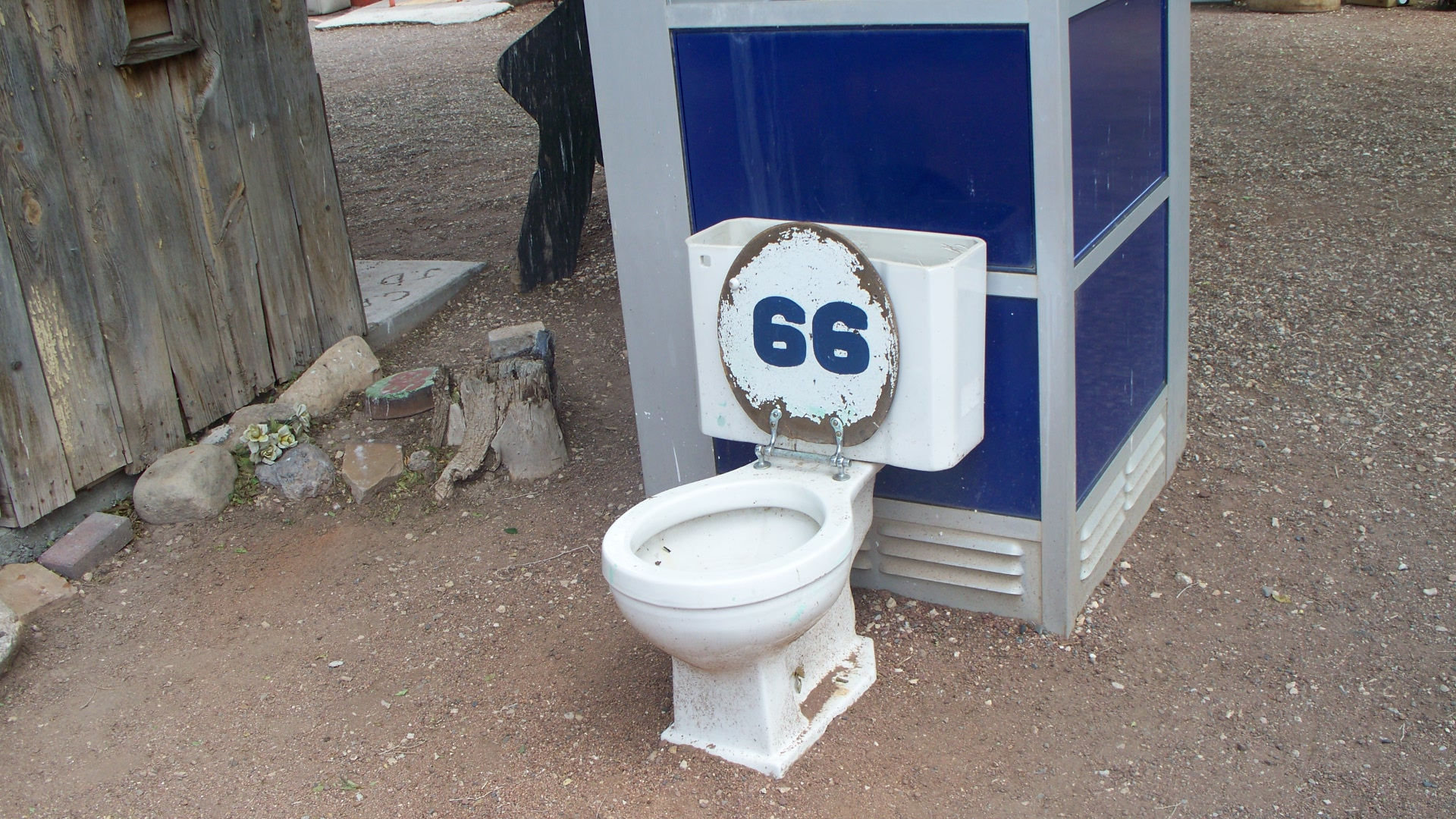
Vaso sanitário e cabina telefônica exposta para efeito de humor no jardim
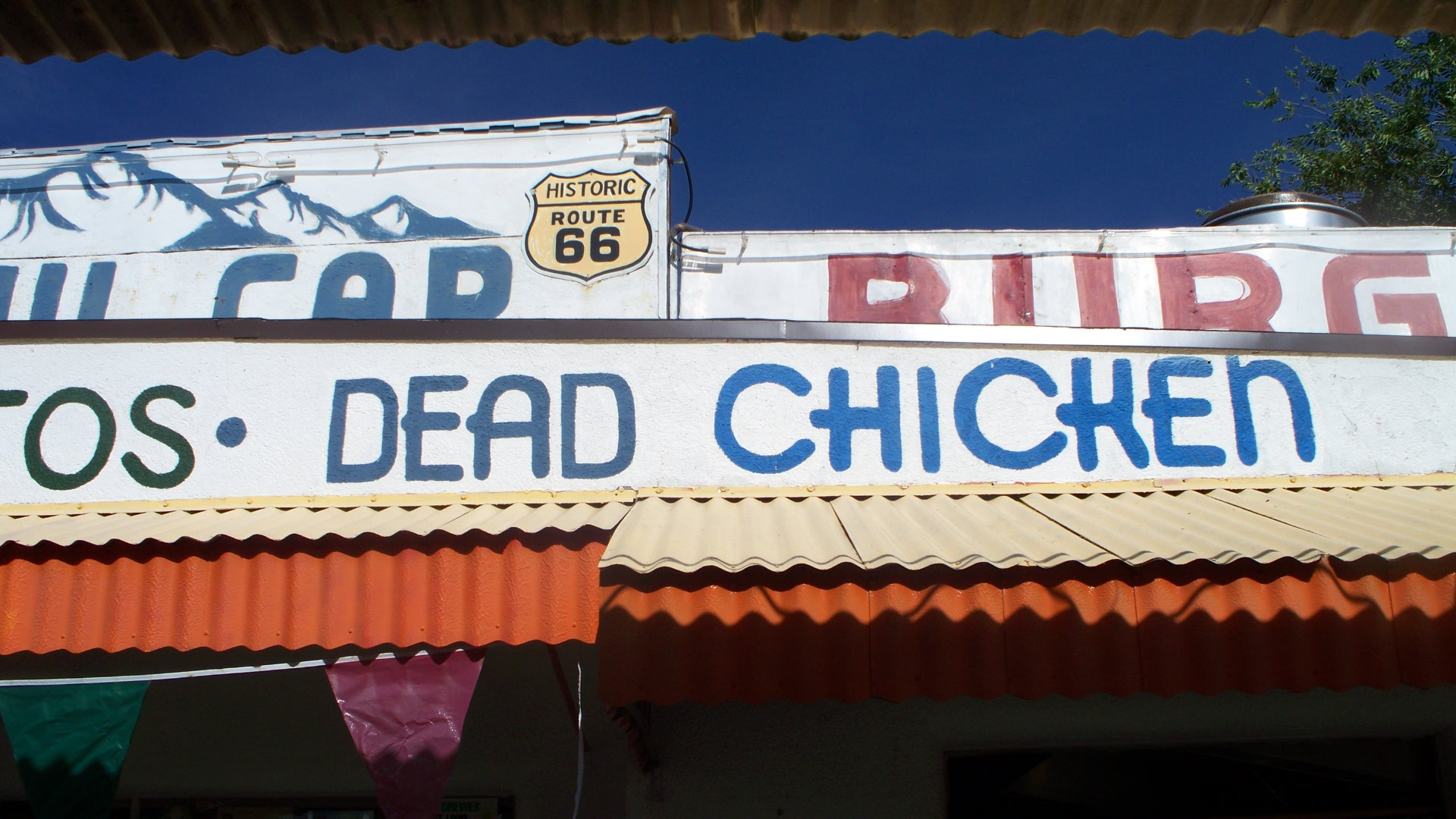
Placa sinalizando o prato "dead chicken" ou frango morto
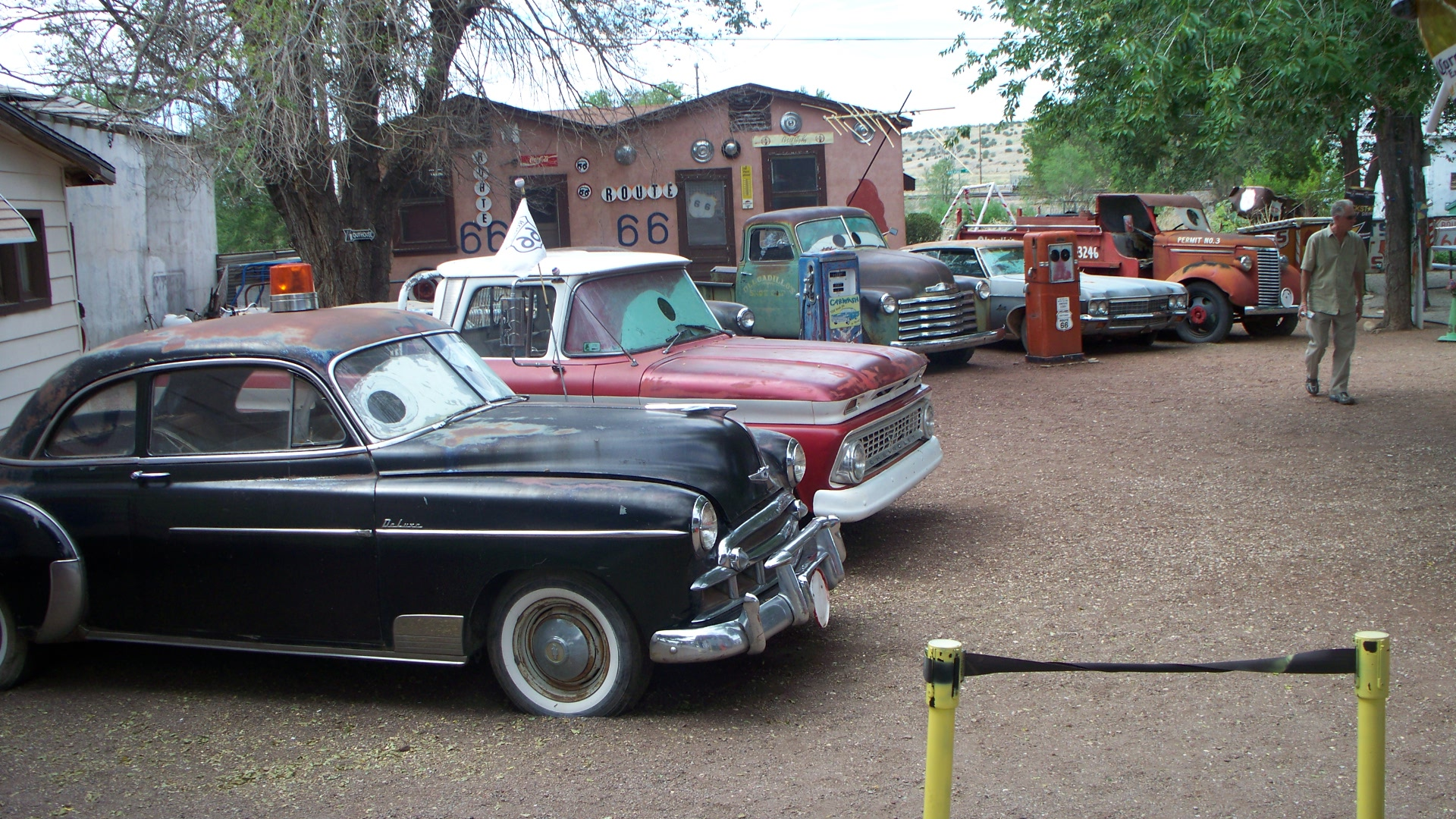
Coleção de carros da Chevrolet
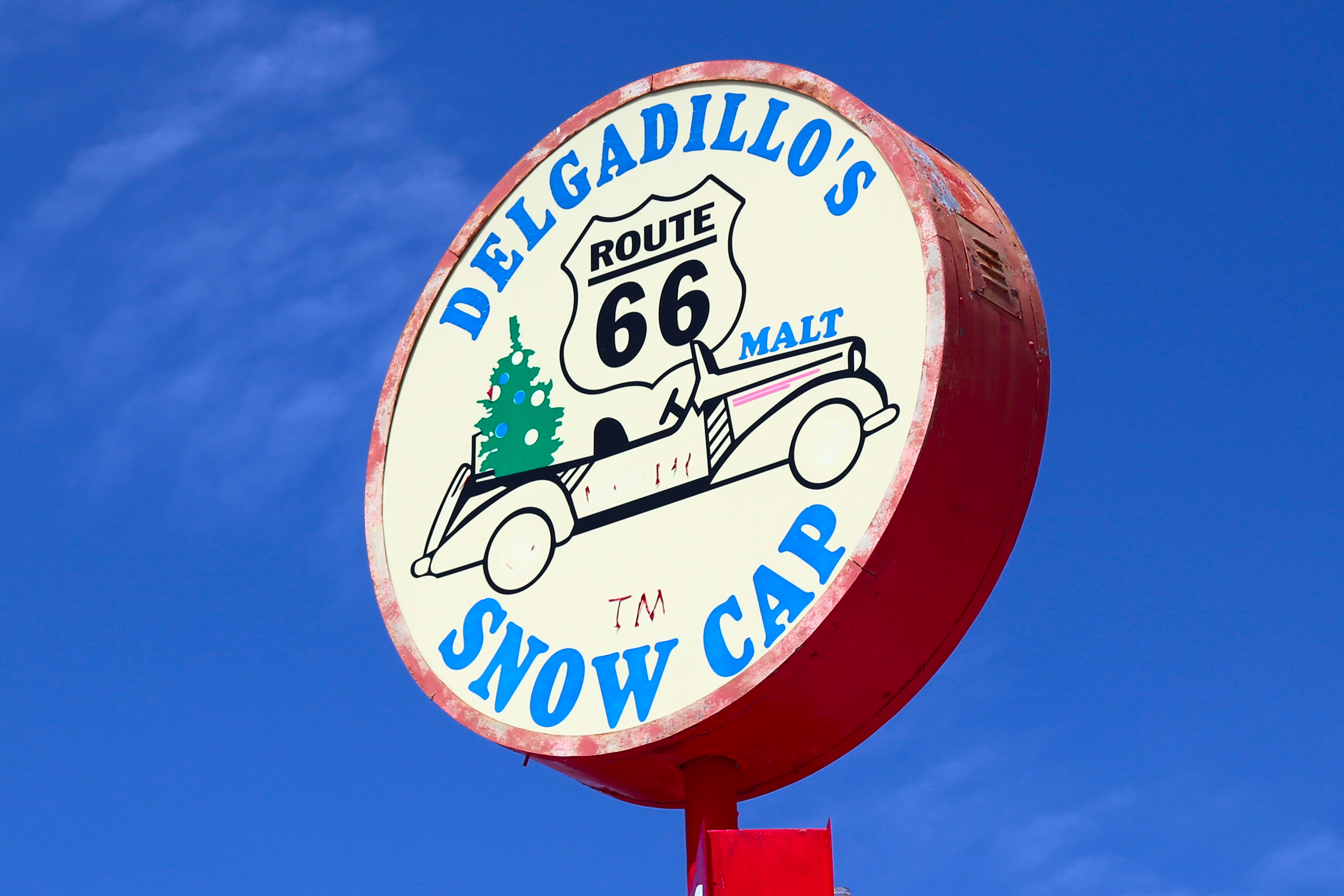
Placa do Dergadillo's Snow Cap